# Robin Hood’s Bay
Robin Hood’s Bay (deutsch: Robin Hoods Bucht) ist ein kleiner Fischerort an der britischen Nordseeküste südöstlich der Stadt Whitby am inneren Ende der gleichnamigen Meeresbucht. Seit den 1990er Jahren erlangte der Ort starke touristische Bedeutung. Eine inhaltliche Verbindung zur Figur des Robin Hood ist nicht belegbar, der Name scheint willkürlich gewählt. Der einheimische und traditionelle Name des Dorfes ist Bay Town.

## Struktur
Robin Hood’s Bay besteht aus zwei Teilen: dem traditionellen Unterdorf am Meer, in dem größtenteils kleine Fischerhäuschen an engen Gassen stehen, und dem großzügiger angelegten Oberdorf am Rand der Steilküste, das um den (jetzt stillgelegten) Bahnhof herum entstand und rund 50 Meter höher liegt. Eine steile Straße verbindet die Teile. Der Fußweg an der Straße ist weitgehend als Treppe ausgeführt.

## Verkehr
Robin Hood’s Bay besaß einen Bahnhof an der 1965 eingestellten und daraufhin abgebauten Bahnstrecke Scarborough–Whitby. Heute bestehen Busverbindungen nach Whitby und Scarborough. Mit dem PKW ist das Dorf leicht über die A171 Whitby–Scarborough erreichbar.

## In Robin Hood’s Bay geboren
- Mary Bateson (1865–1906), Historikerin und Suffragette.

## Tourismus
Die Bucht weist an ihrem inneren Rand einen Sandstrand auf, was Robin Hood’s Bay als Badeort beliebt machte. Das Oberdorf bietet Hotel- und Privatunterkünfte, im Unterdorf hat sich Gastronomie und Souvenirhandel angesiedelt. Etwas südlich liegt eine Jugendherberge, Boggle Hole. Zahlreiche Farmen bieten Campingmöglichkeiten an.

### Wanderwege
Robin Hood’s Bay liegt am Cleveland Way, einem nationalen Fernwanderweg, und bildet den End- oder auch Startpunkt des Coast to Coast Walk. Die ehemalige Bahnlinie ist heute Radweg und Teil mehrerer Radwanderstrecken.

## Geologie
Das Wine-Haven-Profil von Robin Hood’s Bay ist der Global Boundary Stratotype Section and Point (GSSP: entspricht etwa einem Typprofil) des Pliensbachium, der Zeit von 189,6 bis 183 Millionen Jahre v. Chr., einer der vier chronographischen Unterstufen des unteren Jura.
Aus der Gegend soll der York Museum Stone stammen.